# Helconidea orientalis
Helconidea orientalis är en stekelart som först beskrevs av Shestakov 1940.  Helconidea orientalis ingår i släktet Helconidea och familjen bracksteklar. Inga underarter finns listade i Catalogue of Life.